# Dobje, Litija
Dobje este o localitate din comuna Litija, Slovenia.